# 2013년 6월 죽음
다음은 2013년 6월에 사망한 저명한 인물 목록이다.
- 6월 3일 - 인도의 배우, 가수 지아 칸
- 6월 4일 - 대한민국의 음반 제작자, 기업인 변대윤
- 6월 5일 - 대한민국의 원불교 신자 김윤남
- 6월 6일
  - 미국의 물리화학자 제롬 칼
  - 미국의 수영 선수, 배우 에스터 윌리엄스
  - 프랑스의 배우, 사진가 비비엔느 챈들러
- 6월 7일
  - 대한민국의 기업인 배상면
  - 대한민국의 교육인, 교육학자, 공무원 이관주
  - 미국의 범죄자 리처드 라미레스
  - 영국의 배우 데이비드 라이언
  - 프랑스의 정치인 피에르 모루아
- 6월 8일
  - 대한민국의 개그우먼 함효주
  - 대한민국의 서양화가 변시지
- 6월 9일
  - 미국의 배우 해리 루이스
  - 영국의 소설가 이언 뱅크스
- 6월 11일
  - 대한민국의 공무원 안정남
  - 미국의 경제사학자 로버트 포겔
- 6월 12일
  - 대한민국의 시인 이기형
  - 일본의 장수인 기무라 지로에몬
- 6월 13일 - 일본의 야구인 오자키 유키오
- 6월 15일
  - 러시아의 언론인 정상진
  - 미국의 이론 물리학자 케네스 G. 윌슨
- 6월 16일 - 일본의 체조 선수 아이하라 노부유키
- 6월 19일
  - 미국의 스릴러 소설가 빈스 플린
  - 헝가리의 정치인 호른 줄러
- 6월 20일
  - 대한민국의 공무원 김해수
  - 대한민국의 제와장 한형준
  - 미국의 배우 제임스 갠돌피니
- 6월 21일
  - 대한민국의 정치인, 기업인 김명섭
  - 대한민국의 희극인, 영화 배우 남철
  - 독일의 피겨 스케이팅 선수 마그렛 괴블
  - 미국의 배우 엘리엇 리드
- 6월 22일 - 덴마크의 자동차 경주 선수 알란 시몬센
- 6월 23일
  - 대한민국의 기자, 정치인 조정무
  - 미국의 블루스 가수 바비 블랜드
  - 미국의 수영 선수 샤론 스타우더
- 6월 24일
  - 대한민국의 서양화가 이수창
  - 이탈리아의 정치인 에밀리오 콜롬보
- 6월 25일 - 중화인민공화국의 배우, 영화 감독 유가량
- 6월 27일 - 프랑스의 장거리달리기 선수 알랭 미뭉
- 6월 28일 - 미국의 프로레슬러 도잉크 더 클라운
- 6월 29일 - 미국의 배우, 태권도 선수, 테니스 선수 짐 켈리